# Sirona-Weg
Der Sirona-Weg ist eine 106 Kilometer lange Erlebnisroute auf den Spuren des keltisch-römischen Kulturerbes des Nahelandes und des Hunsrücks. Auf dem Wanderweg informieren 26 Stationen – Kulturdenkmäler, Informationstafeln und Modelle – über das keltische und römische Leben der Region zwischen dem 6. Jahrhundert v. Chr. und dem 5. Jahrhundert n. Chr. Der Weg beginnt an der Altburg bei Bundenbach und endet an der Altburg bei Hoppstädten-Weiersbach. Die gallo-römische Heilgöttin Sirona ist die Namensgeberin des Weges und begleitet die Besucher als Symbol auf der Wanderstrecke.
Hauptsehenswürdigkeiten des Weges sind Hügelgräber, Höhenburgen, ein rekonstruiertes Keltendorf sowie Museen.

## Streckenverlauf und Etappenvorschlag
| Etappe                                                         | Entfernung |
| -------------------------------------------------------------- | ---------- |
| Bundenbach bis Stipshausen (Verbindungsweg zur Ausoniusstraße) | 16 km      |
| Stipshausen bis Berschweiler                                   | 21 km      |
| Berschweiler bis Kempfeld                                      | 25 km      |
| Kempfeld bis Oberhambach                                       | 22 km      |
| Oberhambach bis Hoppstädten-Weiersbach                         | 22 km      |

## Die 24 Sirona-Weg-Stationen

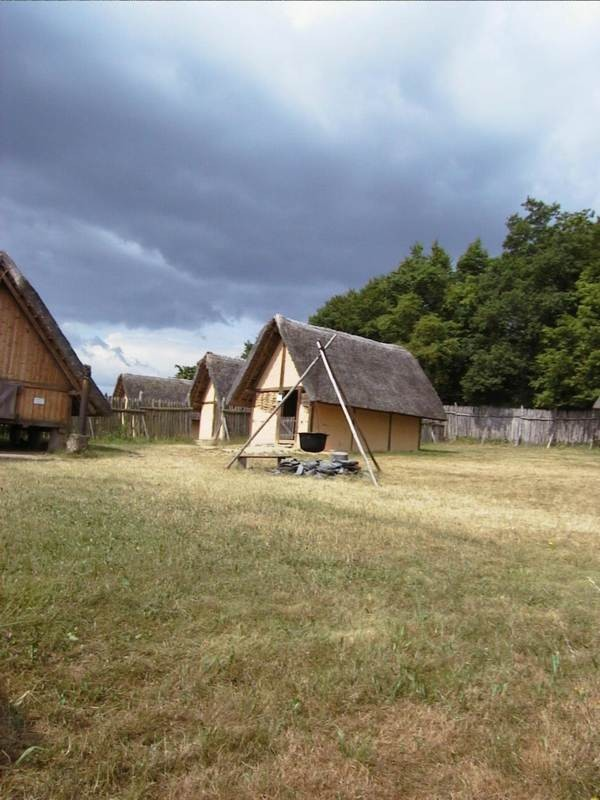
Rekonstruktion der Burganlage Altburg bei Bundenbach

Hinweisschild am Ringkopf

1. Keltensiedlung Altburg bei Bundenbach: Keltischer Wohnplatz (4. bis 1. Jahrhundert v. Chr.) mit zehn rekonstruierten Wohn- und Speicherhäusern
2. Menhir Königstein
3. Modell Villa Rustica: Modell eines römischen Herrenhauses aus dem 4. Jahrhundert
4. Sirona-Pavillon bei Hochscheid
5. Sirona-Pavillon in Stipshausen
6. Römischer Viergötterstein, 2.–3. Jahrhundert: Darstellung der Gottheiten Juno, Minerva, Herkules und Merkur
7. Alter Höhenweg: historische römisch-keltische Wegeführung
8. Hügelgräberfeld Hirtenbösch: Frühkeltisches Hügelgräberfeld (6.–3. Jahrhundert v. Chr.)
9. Sirona-Pavillon bei Niederhosenbach
10. Hügelgräberfeld Perchwald: Grabhügel, Hinweise auf bronzezeitliche Besiedlung
11. Schlackenwall Bremer-Berg: Keltischer Herrschafts-, Flucht- und Rückzugsort
12. Ringwall am Regelsköpfchen: Keltische Befestigung, 3.–1. Jahrhundert v. Chr.
13. Historisches Kupferbergwerk bei Fischbach: Jahrhundertelang eine der größten und wertvollsten Kupfergewinnungsstätten Europas
14. Museum Herrstein
15. Wildenburg: Keltische Burg, 3.–1. Jahrhundert v. Chr.
16. Ringwall am Ringkopf: Steinwälle, keltische Burganlage
17. Römischer Grabhügel bei Siesbach: Rekonstruktion eines römischen Grabmonuments
18. Kirche auf römischen Fundamenten: Standort auf den Ruinen einer antiken Villenanlage
19. Sirona-Pavillon bei Schmißberg
20. Museum Birkenfeld
21. Keltischer Schaugrabhügel: Rekonstruktion eines keltischen Hügelgrabes
22. Keltischer Baumkreis
23. Altburg bei Hoppstädten-Weiersbach